# Boa Ventura de São Roque
Boa Ventura de São Roque är en kommun i Brasilien.   Den ligger i delstaten Paraná, i den södra delen av landet, 1 100 km söder om huvudstaden Brasília. Antalet invånare är 6 549.
Omgivningarna runt Boa Ventura de São Roque är huvudsakligen savann. Runt Boa Ventura de São Roque är det glesbefolkat, med 10 invånare per kvadratkilometer.